# ميخائيل رو
ميخائيل رو (بالإنجليزية: Michael Roe)‏ هو مؤرخ أسترالي، ولد في 5 فبراير 1931.